# Endre Kovács (Organist)

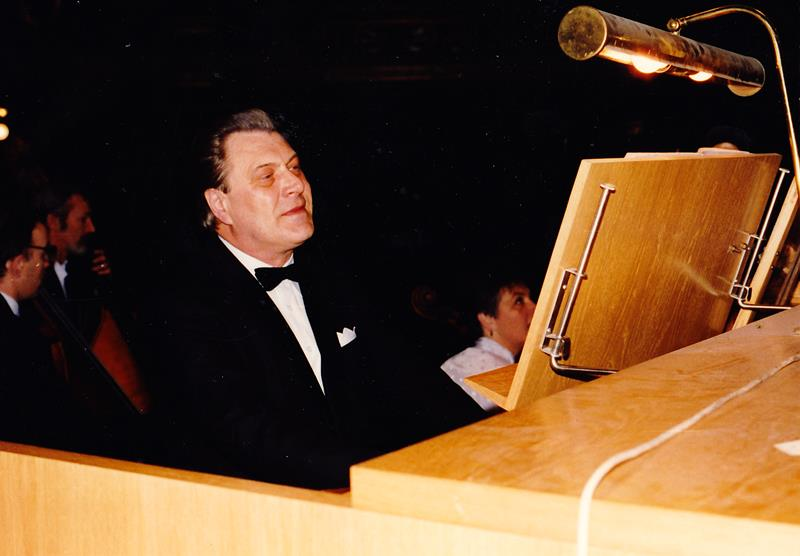
Endre Kovács bei einem Orgelkonzert 1988

Endre Kovács (* 5. Juni 1936 in Budapest; † 3. April 2015 ebenda) war ein ungarischer Organist, Konzertveranstalter und Konzertdramaturg.

## Werdegang und berufliche Tätigkeit
Kovács studierte bei Aladár Zalánfy und Ferenc Gergely. In den Jahren 1964 und 1965 besuchte er Meisterkurse an dem internationalen Orgelfestival in Haarlem bei Anton Heiller, Cor Kee, Siegfried Reda, Marie-Claire Alain und Gustav Leonhardt.
Endre Kovacs gab zahlreiche Konzerte im europäischen Raum. Einige wurden auch von Rundfunkanstalten aufgezeichnet. Er war erster Organist an der reformierten Kirche in der Josefstadt, VIII. Bezirk in Budapest. Außerdem war er von 1991 bis 1996 künstlerischer Vizedirektor der National Philharmonie in Budapest.

## Auszeichnung
Seine Plattenaufnahme mit Werken von Franz Liszt gewann den Grand Prix in Paris und Budapest (1976).